# 戴高樂主義

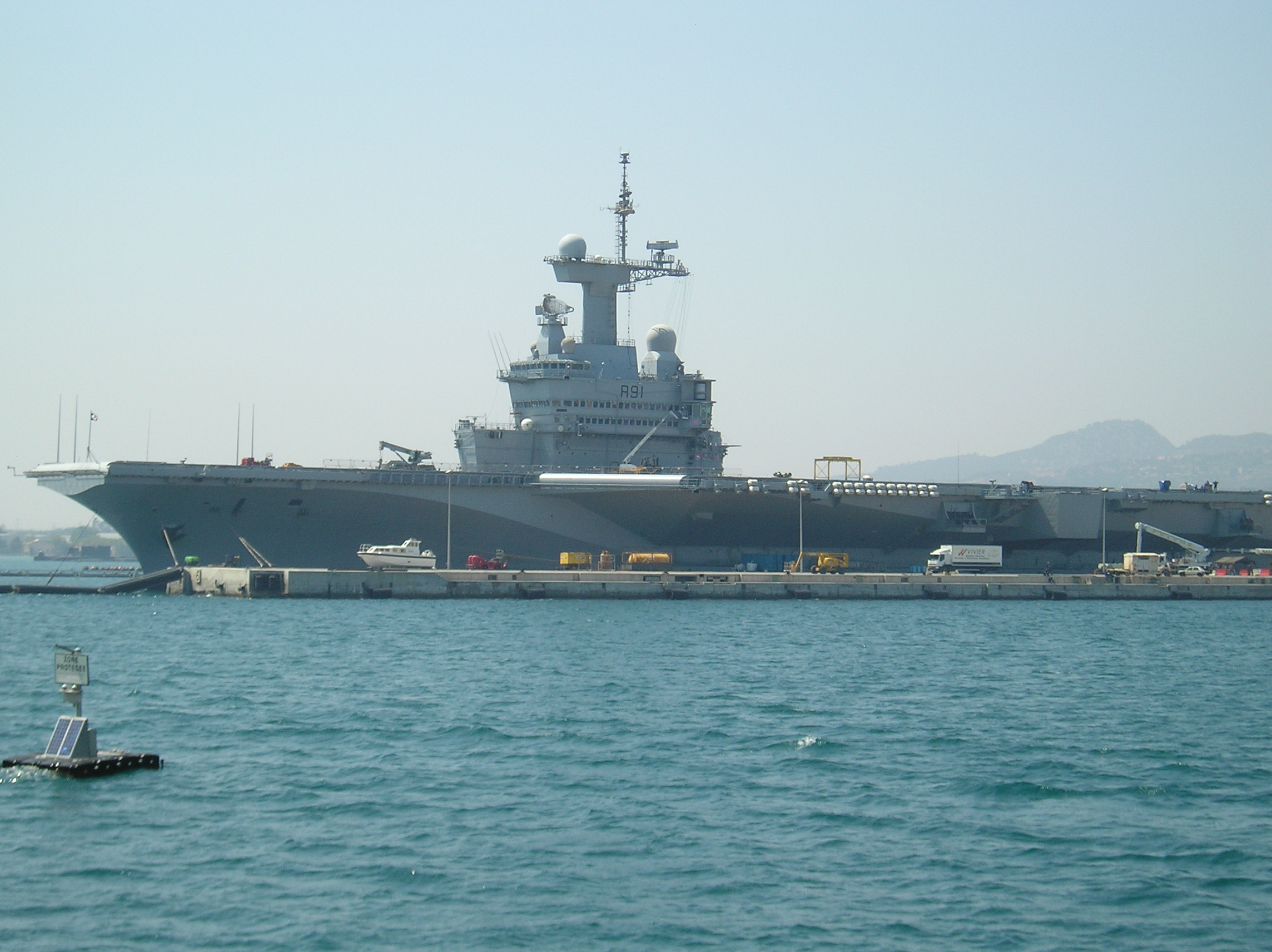
至2023年為止，法國是除美国外唯一拥有核動力航母（戴高樂號）的國家，雖噸位不大但其為戴高樂主義象徵。

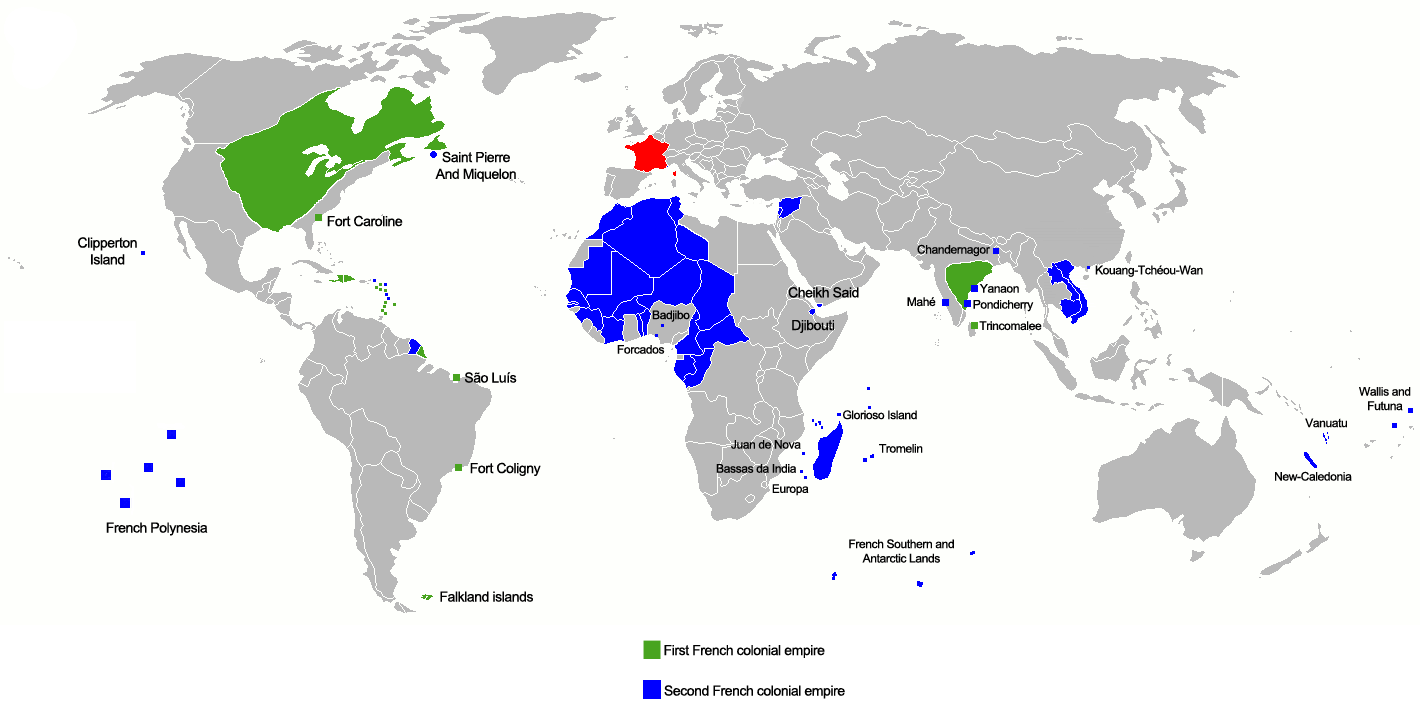
绿色区域为1546-1763年间的法兰西第一殖民帝国疆域、蓝色区域为1763-1962年间的法国殖民领地

戴高樂主義（法語：Gaullisme）是法國二戰後總統夏爾·戴高樂提出的一種法國自主外交政策原則。该政策大致上由法國政府遵循了半世紀以上，直到2011年後尼古拉·萨科齐任內開始有所改變。但这一举动也間接造成了中東恐怖主義蔓延至歐洲和巴黎的恐怖攻擊，引起學界不少人重新开始探討回歸戴高樂主義的必要性。

## 概觀
大概略而言戴高樂主義就是一種大法蘭西必須成為獨立自主強權的價值觀。經濟、軍事、外交不可過度依附於某個國家或某個群體，此三大領域必須隨時留好獨自的體系和影響力，以備有朝一日看似友好的國家和團體做出與法國利益不合的決策時，法國有翻臉的本錢，不會受制於人。
- 獨立防務觀 - 必須有整套獨立自主的國防工業，即使產出的產品性能和成本較差，也必須保持此一體系，避免軍事受制他國，最終1960年2月13日法國獨立完成核武，制定了第一個核軍備五年計畫，之後逐漸建立了陸基中程導彈、導彈核潛艇和攜帶氫彈的戰略轟炸機核三位一体威攝力和獨立的陸海空武器工業。之後戴高樂認為北約是美國的附庸集群明顯化，提出北約改革要求巴黎有同等決策權，被否決後1966年斷然退出北約军事指挥机构，并驱逐北约駐法部队[1][2]，成為戴高樂主義著名事件。法国直到2009年才从军事上重返北约。
- 獨立外交觀 - 主要體現在中東北非等前法國殖民地國家上，奉行一種保持良好關係的政策，將歷史因素往好的方向操作，尤其是當地法語人口被視為潛在影響力資產。不論該國政治形態、宗教、領導人是否讓法國民眾喜歡，都要保持中立或友好態度，促進經貿往來（包含武器出口），避免殖民歷史被當地民眾仇恨化操作，且避免干預他國內政。同時冷戰期間法國奉行對蘇聯較少敵意政策，提出了著名的「緩和、諒解、合作」三步驟，期望在美蘇間保持等距關係。1964年並承認中華人民共和國為中國唯一合法政權，戴高樂發表著名講話：「中國本身的龐大、它的價值、它目前的需要和它將來的廣闊前途，使得它越來越受到全世界的關心注意……顯然法國應能直接聽到中國的聲音，也讓中國聽到法國的聲音。」[3]
- 歐洲人的歐洲觀 - 促進法德和解並創立歐盟，戴高樂認知若是法德不和解並全力合作最終達成歐洲一體化，則美國永遠有施加力量的縫隙，最終歐洲成為一群美國附庸國，而非一個單體的歐洲強權體。他並認為英國是美國安置在歐洲的「特洛伊木馬」，[4]所以1961年和1967年兩次否決了英國加入欧洲经济共同体的申請。最終法德的《羅馬條約》和《法德友好條約》成立，歐元和歐盟也在多年後實現。

## 觀點
雅克·希拉克總統任內美國911事件發生，中東兩場戰爭先後開打，當時法國政府在伊拉克戰爭時與美國持不同立場導致了外交角力，美國民間大量仇恨法國與抹黑法國歷史的聲音出現，但最終席哈克不為所動，法美關係則變差。金融海嘯後，世界經濟動盪讓貧困的中東逐漸躁動，時任的尼古拉·萨科齐總統似乎認為當初沒有介入中東的決策是錯誤，讓美國獲得重大戰略利益而法國喪失了利益機會，開始放棄戴高樂主義走向親美政策重返北約，同時2011年後中東大變局發生，歐洲首當其衝面臨新的威脅，使法國鷹派意圖對外用兵介入北非利比亞、敘利亞等地政局，並聲稱推翻當地政府。後續當選的法蘭索瓦·歐蘭德總統也繼續此立場。
不料後續伊斯蘭國恐怖組織因為伊斯蘭派系問題，崛起於西方支持的革命軍之中，並迅速擴展勢力併吞和消滅其他革命軍派系，成為最大股力量，一時間西方的立場變得尷尬及腹背受敵，因為原本預定要推翻的敘利亞政府、伊朗政府甚至俄羅斯現在突然成了反恐第一線的不可或缺戰力，而原本扶植的革命軍完全成了濫殺的恐怖組織代名詞。原本該組織只是烏合之眾，原訂透過密集轟炸就能將其擊垮，之後將局勢拉回原定劇本，不料在上萬次空襲後效果甚少，伊斯蘭國日漸壯大且將許多物資完成地下化，除非投入大死傷的地面戰鬥否則不可能消滅。之後恐怖組織在非洲實施多次恐攻襲擊外國觀光客，並在法国本土進行多次大型恐怖袭击，如查理周刊总部枪击案、2015年11月巴黎袭击案、2016年尼斯袭击事件等，令法國民眾開始感到恐慌並憤怒。
法國費加洛報就評論認為，當初放棄戴高樂主義倒向美國後損毀了法國在中東地區的形象，並引發目前的困局與捲入敘利亞內戰。若堅持伊拉克戰爭時的相同立場至今，法國可能置身事外且不會受到恐攻，大可將中東的亂局交由美國去處理，現在的局面是法國幾乎沒有得到什麼利益，同時又要和美國一同穩定中東局勢，而穩定方式是向原本要推翻的敘利亞總統及其背後的俄羅斯、伊朗妥協，否則在沒有地面情報的幫助下，空中轟炸效力極度微弱，沒有什葉派軍隊的地面推進下，殲滅伊斯蘭國是遙遙無期。法國政府已經不能再維持原本的輕微轟炸姿態，然而情勢不利於用兵大規模進攻，也不可能置身事外，只能與敘利亞、伊朗、俄羅斯等當地部隊重新商量反恐戰略，導致國際威信大幅折損。
由於法國國力與美國差距甚遠，而法國又不肯為歐洲安全付出至可取代駐歐美軍的地位，2022年俄羅斯入侵烏克蘭戰爭爆發後，雖然法國聲言要支持烏克蘭光復所有被俄羅斯侵佔的領土，可是法國對烏克蘭的軍事支援遠比美國少，法國《世界報》指出片面提倡戴高樂主義而輕視東歐諸國的安全保障及歐洲與美國的共同價值觀，不但無法整合歐洲的力量，還會導致歐洲陷入分裂。